# 伊佐市立大口中学校
伊佐市立大口中学校（いさしりつおおくちちゅうがっこう）は、鹿児島県伊佐市大口篠原にかつてあった市立中学校。
旧校地は、伊佐市立大口中央中学校によって使用されている。

## 概要
生徒数は、299名（2006年5月1日現在）で、各学年3学級程度であった。

## 校区
以下の校区の全域であった。
- 大口小学校校区
- 大口東小学校校区
- 牛尾小学校校区
- 羽月小学校校区の一部

## 沿革
- 1947年（昭和22年） - 大口町立大口中学校として設置される[1]。
- 1948年（昭和23年） - 現在地に移転[1]。
- 1954年（昭和29年） - 大口町が山野町、羽月村及び西太良村と合併し大口市となったのに伴い、大口市立大口中学校に改称。
- 2008年（平成20年） - 大口市と菱刈町が新設合併し、伊佐市となったのに伴い、伊佐市立大口中学校に改称。
- 2015年（平成27年） - 伊佐市立大口南中学校、伊佐市立山野中学校と共に統合し、伊佐市立大口中央中学校が設置されたのに伴い閉校。

## 進路
- 公立高校では大口高校、伊佐農林などへ進学した。

## 著名な出身者
- 細山田武史 - プロ野球選手